# Anders Rosén (musiker)
Haga Karl Anders Rosén, född 1 april 1946 i Orsa församling i Kopparbergs län, är en svensk fiolspelman.
Rosén, som har sina rötter i Malung, började under sina studieår i Uppsala i slutet av 1960-talet och efter flytt tillbaka till Malung, att tillsammans med Wille Toors och Kalle Almlöf intressera sig för de äldre folkmusiktraditionerna i Västerdalarna. Han studerade bland annat Einar Övergaards uppteckningar från 1897 i Dialekt- och folkminnesarkivet i Uppsala och blev centralfigurer under den tidiga folkmusikvågen, då intresset för folkmusik väcktes hos många blivande unga spelmän. 
Rosén är en av de främsta förmedlarna av folkmusik från Västerdalarna med förebilder som Herman Strömberg, Troskari Mats, Spak Erik, Harald Johansson och Ekor Anders. Han har utgivit en lång rad LP- och CD-skivor, både i eget namn och tillsammans med bland andra Kalle Almlöf, Roland Keijser, Ove Karlssson,  Pelle Björnlert, Ulf Störling och Jonas Åkerlund. Han är också innehavare av det egna skivbolaget Hurv.

## Diskografi i urval
- Västerdalton (Dansar Edvard Jonsson, Kalle Almlöf), LP 1972, CD 2012
- Det for två vita duvor — folkton i Vikens kapell, (Merit Hemmingson, Beppe Wolgers m.fl) EMI Records dubbel-LP
- På vandring med Lejsme Per (Olambritt Anna Persson), LP 1973, CD 2014
- Unga dalaspelmän, Caprice Records, LP 1975
- Forsens låt (Roland Keijser), LP 1975, CD 2006
- Stamp, tramp och långkut (Kalle Almlöf, Målar Lennart Johansson, Troskari Anna Eriksson, Britt Johan Persson), LP 1975
- Sen dansar vi ut (Arbete & fritid), dubbel-LP 1977, återutg. som dubbel-CD 2013
- Låtar med Anders Rosén och Ove Karlsson (Ove Karlsson), LP 1979
- Kom du min Kesti - originalduetter från 1700- och 1800-talens spelmansböcker (Kjell Westling, Ulf Störling), LP 1985
- Kärleksfiol – klang av understrängar (Pelle Björnlert), LP 1986
- Lejsmelekar (Roland Keijser), LP 1987
- Utsocknes låtar" (Utdansbandet), LP 1987
- Dance minuets 1731–1801 (Ulf Störling), kassett 1988, CD 1998
- Folksax anfaller (Bröderna Blås), LP 1990
- Hurv! Låtar från Särna", CD 1991
- I hambotagen (Ulf Störling, Kjell Westling 1993
- Hopp tussilunta – låtar från Särna (Per-Olof Moll, Kalle Almlöf), 1994
- Troskarilekar - låtar från Malung (Kalle Almlöf, Målar Lennart Johansson, Hars Åke Hermansson), 1994
- Tagelsträngalåten - låtar från Älvdalen (Kristina Ståhl Cedervall), 1996
- Corridors of Time (Hagen), 1999
- Kvarplekar (Roland Keijser), 2002
- Från min utsiktspunkt, CDR 2004
- Trollekar (Roland Keijser), 2007
- Den ljusblå leken – Västerdalslåtar från Transtrand till Nås (Jonas Åkerlund), 2008
- Skymningslek (Jonas Åkerlund), 2012